# Frank Castorf

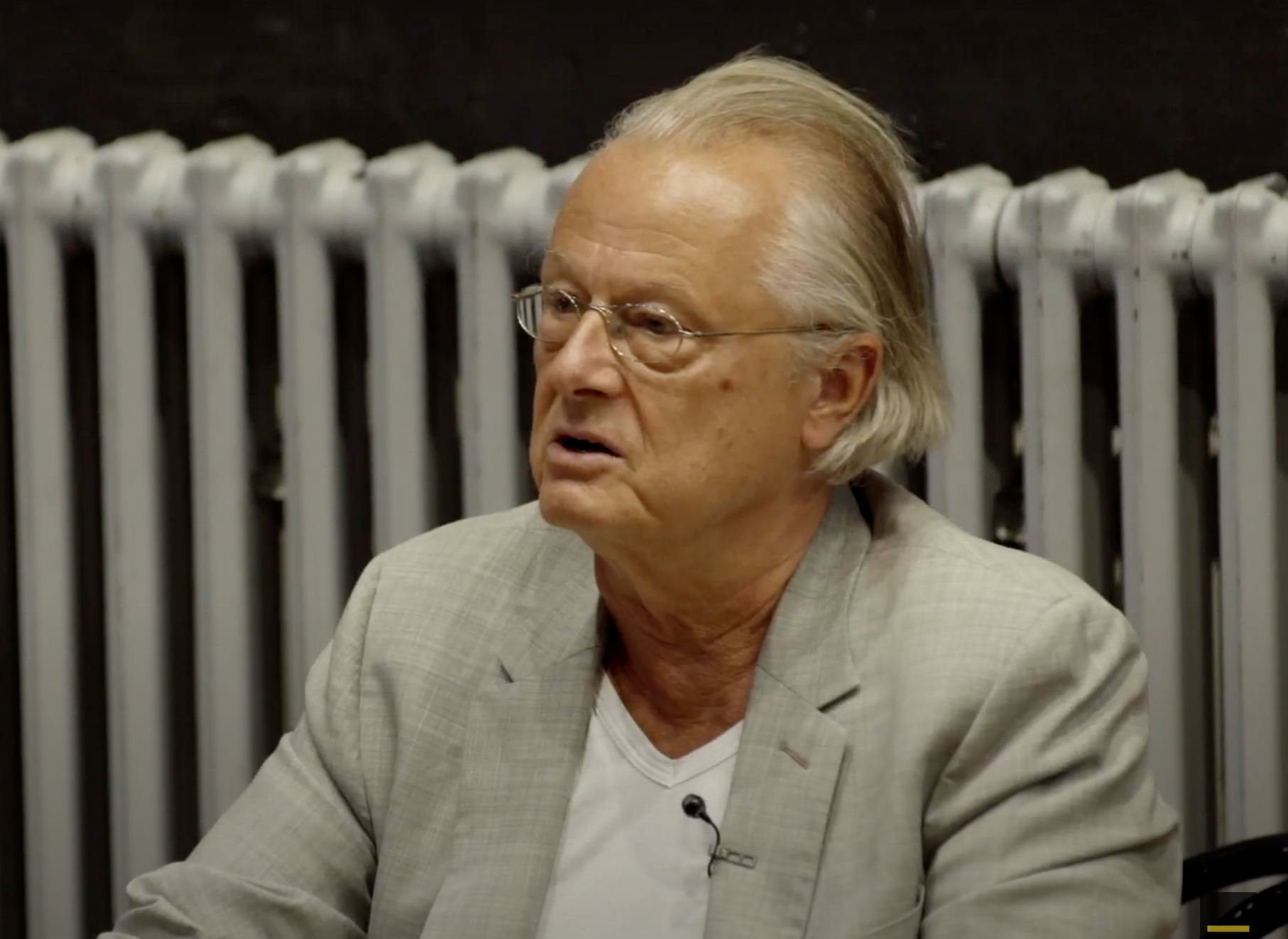
Frank Castorf, Deutsche Oper Berlin, 2019

Frank Castorf (* 17. Juli 1951 in Ost-Berlin) ist ein deutscher Regisseur. Er war von 1992 bis 2017 Intendant der Berliner Volksbühne am Rosa-Luxemburg-Platz.

## Leben
Castorf wurde als Sohn eines Eisenwarenhändlers in Ost-Berlin geboren. Er absolvierte von 1969 bis 1970 eine Ausbildung zum Facharbeiter bei der Deutschen Reichsbahn. Nach dem Wehrdienst bei einem Pionierregiment der NVA studierte er von 1971 bis 1976 Theaterwissenschaft bei Ernst Schumacher, Rudolf Münz und Joachim Fiebach am Bereich Theaterwissenschaft der Humboldt-Universität zu Berlin. Das Thema seiner Diplomarbeit lautete: „Grundlinien der ‚Entwicklung‘ der weltanschaulich-ideologischen und künstlerisch-ästhetischen Positionen Ionescos zur Wirklichkeit“ und wurde mit der Note „sehr gut“ bewertet.
Von 1976 bis 1979 war er Dramaturg am Bergarbeitertheater Senftenberg und von 1979 bis 1981 Regisseur am Brandenburger Theater in Brandenburg an der Havel. Von 1981 bis 1985 war Castorf Oberspielleiter am Theater Anklam. Dort wurde 1984 seine Inszenierung von Bertolt Brechts Trommeln in der Nacht auf Druck der SED-Kreisleitung abgesetzt. Es kam zu einem Disziplinarverfahren, und er wurde fristlos entlassen. In der Folgezeit arbeitete Castorf unter anderem für das Schauspielhaus Karl-Marx-Stadt, das neue theater Halle, die Volksbühne Berlin und das Deutsche Theater Berlin. Seine Inszenierung von Ein Volksfeind (Henrik Ibsen) wurde mit einer Einladung zum Theaterfestival der DDR bedacht.
Bereits vor der Wende durfte er 1989 an westdeutschen Bühnen, unter anderem am Bayerischen Staatsschauspiel in München (Miss Sara Sampson von Gotthold Ephraim Lessing) und am Schauspiel Köln (Hamlet von William Shakespeare), inszenieren. 1990 wurde er Hausregisseur am Deutschen Theater Berlin. Seine dortige Inszenierung von Ibsens John Gabriel Borkman erhielt 1991 eine Einladung zum Berliner Theatertreffen. Kontroversen löste Castorf mit seiner Basler Version von Wilhelm Tell (Friedrich Schiller) zum Schweizer 700-Jahr-Nationaljubiläum aus, in der er mit dem Selbstverständnis der Schweiz abrechnete und Parallelen zwischen der Schweiz und der DDR zog. Ab 1992 wirkte Castorf als Intendant der Volksbühne am Rosa-Luxemburg-Platz in Berlin-Mitte; er verlängerte seinen Vertrag zuletzt 2012 bis zum Jahr 2016. Das Haus erhielt 1993 gleich im ersten Jahr seiner Intendanz den von der Zeitschrift Theater heute ausgelobten Titel als „Theater des Jahres“. Seine Volksbühnen-Laufbahn beendete Castorf zum Ende der Spielzeit 2016/2017, unter anderem mit einer sechs- bis achtstündigen Faust-Inszenierung. 2025 wurde sie von Nachtkritik auf den ersten Platz der 100 besten Inszenierungen des 21. Jahrhunderts gewählt.
Als letzte Castorf-Inszenierung im Haus stand am 1. Juli 2017 das Stück Baumeister Solness von Henrik Ibsen auf dem Spielplan. Castorfs Nachfolger war der vom Berliner Senat berufene belgische Kurator und Museumsmanager Chris Dercon, vormals Direktor der Londoner Tate Modern, dessen Pläne bezüglich der künftigen künstlerischen Ausrichtung des Hauses jedoch von vielen Volksbühnen-Angehörigen abgelehnt wurden und der im Frühjahr 2018 zurücktrat.
1994 wurde Castorf mit dem Fritz-Kortner-Preis ausgezeichnet. 1998 lieferte er in Basel mit Otello (Giuseppe Verdi) seine erste Operninszenierung ab. Im Jahr 2000 erhielt er gemeinsam mit dem Schauspieler Henry Hübchen den Theaterpreis Berlin der Stiftung Preußische Seehandlung und eine Nominierung für den Nestroy-Theaterpreis, 2002 den Schillerpreis der Stadt Mannheim; 2003 wurde er mit dem Preis des Internationalen Theaterinstituts (ITI) und dem Friedrich-Luft-Preis der Berliner Morgenpost ausgezeichnet. Die Zeitschrift Theater heute wählte Castorf in den Jahren 2002 und 2003 zum „Regisseur des Jahres“.
Im Jahr 2004 war Castorf neben seiner Tätigkeit als Intendant an der Berliner Volksbühne auch kurzzeitig künstlerischer Leiter der Ruhrfestspiele Recklinghausen, als der er jedoch bereits einen Monat nach der Eröffnungspremiere von Gier nach Gold (Frank Norris) aufgrund eines erheblichen Einbruchs der Zuschauerzahlen vom Aufsichtsrat vorzeitig entlassen wurde. Sein Scheitern wurde im Feuilleton breit diskutiert. Ein Rechtsstreit, den Castorf nach seiner Entlassung gegen die Ruhrfestspiele anstrengte, wurde Anfang 2005 nach einer Schlichtung beigelegt; es wurden zwei Kooperationen zwischen der Volksbühne und dem Festival vereinbart, und die Träger der Ruhrfestspiele, der Deutsche Gewerkschaftsbund und die Stadt Recklinghausen, gestanden Castorf Fortzahlung eines Teils des Gehalts zu. 2013 inszenierte er zum 200. Geburtstag Richard Wagners bei den 102. Bayreuther Festspielen den Ring des Nibelungen (Premiere: 26. bis 31. Juli; musikalische Leitung: Kirill Petrenko).
2013 hatte Castorf eine Nebenrolle in Leander Haußmanns Komödie Hai-Alarm am Müggelsee. In der von Harald Schmidt entworfenen, 2019 ausgestrahlten Miniserie Labaule & Erben spielt Bernd Stegemann die Figur des Ost-Berliner Theaterregisseurs Heiner Castro, die auf Castorf anspielt. Der Name ist eine Kombination aus Heiner Müller und Fidel Castro.
Im April 2020 erregte Castorf Aufsehen mit einem Online-Interview im Spiegel im Zusammenhang mit Maßnahmen während der COVID-19-Pandemie. Die Überschrift lautete: „Ich möchte mir von Frau Merkel nicht sagen lassen, dass ich mir die Hände waschen muss“. Einige seiner Äußerungen, etwa die Bildunterschrift „Ich stelle mit Erschrecken fest, dass ich plötzlich sogar Trump mag“, wurden von Medien kritisiert.
Castorf hat sechs Kinder von fünf Frauen.

## Theaterarbeit
Castorfs Inszenierungen können dem zugerechnet werden, was seit einigen Jahren, sowohl in der Theaterwissenschaft als auch im Feuilleton, als postdramatisches Theater bezeichnet wird. So liegt seinen Inszenierungen und seiner Arbeitsweise in der Regel eine Haltung zugrunde, die sich wesentlich vom „normalen“ Arbeitsprozess unterscheidet. Castorf gebraucht eine literarische Vorlage zumeist, um durch biographische Details, Verfremdungsmittel wie Unsinn, Slapstick, Derbheiten eine eigenartige, „private“ Sicht auf das Treiben seiner Schauspieler auf der Bühne zu erzeugen, was Castorf regelmäßig den Vorwurf einbrachte, ein „Stückezertrümmerer“ zu sein und konservative Theatergänger auf die Barrikaden rief.
Ein Hauptmittel hierzu spielt seit einigen Jahren der intensive, experimentelle Gebrauch von Videokameras und Leinwänden, die eine eigenartige Wahrnehmungsperspektive ermöglichen.
Trotz aller Kritik, die von verächtlicher Polemik bis zur intellektuellen Auseinandersetzung reicht, genießt die Berliner Volksbühne unter Castorfs Leitung seit Jahren so etwas wie Kultstatus, insbesondere unter jüngeren Leuten, die den Theaterbesuch regelmäßig als „Party-Ersatz“ wahrnehmen. Darüber hinaus darf Castorfs Theaterarbeit als ernstzunehmende und richtungsweisende Experimentalästhetik gelten, die seit Beginn seiner Intendanz im Jahr 1992 bundesweit für neue Tendenzen ausschlaggebend gewesen ist, so etwa in der Frage nach der Ästhetik eines politischen Theaters.
In diesem Zusammenhang sorgte eine Äußerung Castorfs für einen Skandal, nach der er sich nach Stahlgewittern sehne, worunter nichts anderes gemeint war, als dass Emotionalität, unmoralische Aggressionen und die Intensität physischer Erfahrungen zu seinem Programm und seiner „Sehnsucht“ gehörten, was die westdeutsche Presse allgemein als „faschistoides Gedenke“ verurteilte und Castorf in einem Atemzug mit dem Regisseur Einar Schleef erwähnte.
Es geht Castorf laut eigener Aussage darum, einen Zustand von „einmaliger Realität“ auf der Bühne herstellen zu können, sodass die Probleme, Schicksale und Zustände der Figuren auch immer als Zustände, Schicksale und Probleme der Schauspieler begriffen werden und so auf menschlich greifbare Weise ihre Wirkung zeigen. Das bedeutet nicht, dass die Schauspieler dieselben Sorgen tragen, aber sie müssen sie „lebendig“ vermitteln können. Einfühlung oder verfremdendes Spiel wie bei Stanislawski oder Brecht interessieren Castorf nicht; er glaubt nicht an die Möglichkeit einer mimetischen Wiedergabe von Weltzuständen auf der Bühne und will kein „als-ob-Theater“ inszenieren. Stattdessen suchen seine Schauspieler durch physische Höchstanstrengungen diesen Zustand zu erreichen, so dass sich der „Sinn“ von selbst, in der wahrnehmenden Haltung des Zuschauers, einstellt.
Den Schauspielern wird hierfür bereits auf Proben die Möglichkeit gegeben, sich so weit als möglich auf experimentelle Weise mit den Vorgaben auseinanderzusetzen, um so spontane Spielzustände und Momente der „Echtheit“ ausprobieren zu können. Insofern unterscheidet sich Castorfs Probenarbeit deutlich von konventionellen Probenprozessen, die von einem leitenden Regisseur kontrolliert werden. Gleichwohl behält sich Castorf ausdrücklich das Recht auf Zustimmung oder Ablehnung von Einfällen, Ideen, Anreicherungen oder Spielweisen vor.
Die „Komplexität der Welt“ wird auf der schriftlichen Grundlage von Dramen oder seit einigen Jahren auch Romanen der Weltliteratur thematisiert. Autoren wie Dostojewski, Bulgakow, Tennessee Williams, Pitigrilli aber auch Heiner Müller oder Bertolt Brecht liefern den Stoff für Castorfs Inszenierungen. Die Texte liefern jedoch lediglich Versatzstücke und werden nach persönlichen Vorlieben zensiert, gekürzt, größtenteils durch Assoziationsmaterial, Filmzitate, fremde Dramen, politische Reden oder Manifeste, philosophische Texte oder Songs ergänzt und verfremdet. Eine komplexe gesellschaftliche oder anthropologische Dimension eines Romantextes etwa wird durch entsprechende Inszenierungsmittel auf eine „menschlich-nahe“ Ebene reduziert, die erzählbar und verständlich ist und so implizit die große Idee, etwa Politik, auf „menschliche“ Weise vermittelt.

## Ensemble
Künstler, mit denen Castorf regelmäßig arbeitet, beziehungsweise bereits gearbeitet hat, sind u. a.:
- Kathrin Angerer
- Hendrik Arnst
- Steve Binetti
- Margarita Breitkreiz
- Thelma Buabeng
- Frank Büttner
- Bärbel Bolle
- Brigitte Cuvelier
- Herbert Fritsch
- Corinna Harfouch
- Carl Hegemann (Dramaturg)
- Marc Hosemann
- Henry Hübchen
- Irina Kastrinidis
- Heide Kipp
- Michael Klobe
- Bodo Krämer
- Annett Kruschke
- John Henry Nijenhuis/Sir Henry (Komponist, Musiker, Pianist)
- Steve Binetti (Musiker, Gitarrist)
- Astrid Meyerfeldt
- Birgit Minichmayr
- Kurt Naumann
- Bert Neumann
- Irina Potapenko
- Milan Peschel
- Gerd Preusche
- Anne Ratte-Polle
- Silvia Rieger
- Sophie Rois
- Alexander Scheer
- Bernhard Schütz
- Matthias Schweighöfer
- Jeanette Spassova
- Jan Speckenbach
- Volker Spengler
- Lilith Stangenberg
- Joachim Tomaschewsky
- Harald Warmbrunn
- Axel Wandtke
- Winfried Wagner
- Martin Wuttke
- Karin Ugowski
- Daniel Zillmann

## Inszenierungen (Auswahl)
[Quellen: Die Liste der Inszenierungen bis 1995 folgt, soweit nicht anders angegeben, dem Regieverzeichnis bei Jürgen Balitzki: Castorf, der Eisenhändler. Theater zwischen Kartoffelsalat und Stahlgewitter. 1995, S. 234–237; danach bis einschließlich 2012 basierend auf Presseberichten der Frankfurter Allgemeinen Zeitung („Schauspielpremieren“), ergänzt um Angaben aus dem Munzinger-Archiv sowie Besprechungen von nachtkritik.de (ab 2007)]
- 1978: Oh nach Bertolt Brecht, Bergarbeitertheater Senftenberg; Tüchtige Leute von Wassili Schukschin, Theater Greifswald; Golden fließt der Stahl von Karl Grünberg (Regie mit Manfred Rafeldt), Brandenburger Theater
- 1980: Die Forschungsreise des Professors Taratoga von Stanislaw Lem, Brandenburger Theater
- 1981: Die Nacht nach der Abschlußfeier, Theater Anklam
- 1982: Die Schlacht von Heiner Müller, Theater Anklam; Othello von William Shakespeare, Theater Anklam
- 1983: Der Auftrag von Heiner Müller, Theater Anklam
- 1984: Trommeln in der Nacht von Bertolt Brecht, Theater Anklam
- 1985: Nora oder ein Puppenheim von Henrik Ibsen, Theater Anklam
- 1986: Clavigo von Johann Wolfgang von Goethe, Theater Gera; Der Bau von Heiner Müller, Theater Karl-Marx-Stadt; Bernarda Albas Haus von Federico García Lorca, neues theater Halle
- 1988: Ein Volksfeind von Henrik Ibsen, Theater Karl-Marx-Stadt; Wolokolamsker Chaussee I-IV von Heiner Müller nach Alexander Alfredowitsch Bek, Kleist-Theater Frankfurt (Oder); Das trunkene Schiff von Paul Zech, Volksbühne am Rosa-Luxemburg-Platz (3. Stock), Berlin
- 1989: Hamlet von William Shakespeare, Schauspiel Köln; Aias von Sophokles, Theater Basel; Miss Sara Sampson von Gotthold Ephraim Lessing, Prinzregententheater München
- 1990: Stella von Johann Wolfgang von Goethe, Deutsches Schauspielhaus Hamburg; Räuber von Friedrich Schiller, Volksbühne am Rosa-Luxemburg-Platz, Berlin; John Gabriel Borkmann von Henrik Ibsen, Deutsches Theater Berlin (Kammerspiele)
- 1991: Wilhelm Tell von Friedrich Schiller, Theater Basel; Torquato Tasso von Johann Wolfgang von Goethe, Bayerisches Staatsschauspiel (Residenztheater München)
- 1992: Hermes in der Stadt von Lothar Trolle, Deutsches Theater Berlin; König Lear von William Shakespeare, Volksbühne am Rosa-Luxemburg-Platz, Berlin; Rheinische Rebellen von Arnolt Bronnen, Volksbühne am Rosa-Luxemburg-Platz, Berlin; Fremde in der Nacht von Jochen Berg, Kino Babylon, Berlin
- 1993: Clockwork Orange nach Anthony Burgess, Volksbühne am Rosa-Luxemburg-Platz, Berlin; Alkestis von Euripides in der Übersetzung von Dietrich Ebener, Wiener Festwochen (Messepalast) / Volksbühne am Rosa-Luxemburg-Platz, Berlin; Die Frau vom Meer von Henrik Ibsen, Volksbühne am Rosa-Luxemburg-Platz, Berlin
- 1994: Pension Schöller/Die Schlacht' nach Carl Lauf bzw. Wilhelm Jacobi / Heiner Müller, Volksbühne am Rosa-Luxemburg-Platz, Berlin; Die Sache Danton von Stanislawa Przybyszewska, Volksbühne am Rosa-Luxemburg-Platz, Berlin
- 1995: Raststätte oder Sie machen’s alle von Elfriede Jelinek, Deutsches Schauspielhaus Hamburg; Die Nibelungen I – Born Bad nach Friedrich Hebbel, Volksbühne am Rosa-Luxemburg-Platz, Berlin; Die Nibelungen II – Born Bad nach Friedrich Hebbel, Volksbühne am Rosa-Luxemburg-Platz, Berlin; Pelmeni von Wladimir Georgijewitsch Sorokin, Volksbühne am Rosa-Luxemburg-Platz (Prater), Berlin; Gescheiterte Vorstellung von Daniil Charms, Volksbühne am Rosa-Luxemburg-Platz (Prater), Berlin
- 1996: Herr Puntila und sein Knecht Matti von Bertolt Brecht, Deutsches Schauspielhaus Hamburg; Golden fließt der Stahl / Wolokolamsker Chaussee von Karl Grünberg bzw. Heiner Müller, Volksbühne am Rosa-Luxemburg-Platz, Berlin; Der Auftrag von Heiner Müller, Berliner Ensemble; Des Teufels General von Carl Zuckmayer, Volksbühne am Rosa-Luxemburg-Platz, Berlin; Der Marquis de Sade von Charles Méré, Schauspielhaus Bochum
- 1997: Die Weber von Gerhart Hauptmann, Volksbühne am Rosa-Luxemburg-Platz, Berlin; Die Fledermaus nach Johann Strauß, Deutsches Schauspielhaus Hamburg; Schwarze Fahnen von August Strindberg, Stockholm; Trainspotting nach Irvine Welsh, Volksbühne am Rosa-Luxemburg-Platz, Berlin
- 1998: Die schmutzigen Hände von Jean-Paul Sartre, Volksbühne am Rosa-Luxemburg-Platz, Berlin; Freiheit in Krähwinkel von Johann Nestroy, Burgtheater Wien; Terrordrom von Tim Staffel (Uraufführung), Volksbühne am Rosa-Luxemburg-Platz, Berlin
- 1999: Richard II. von William Shakespeare, Volksbühne am Rosa-Luxemburg-Platz (Prater in der Kastanienallee), Berlin; Dämonen von Fjodor Dostojewski, Wiener Festwochen (Burgtheater Wien); Die Tochter der Luft. Nach Calderón von Hans Magnus Enzensberger, Burgtheater Wien; Heinrich VI. von William Shakespeare, Volksbühne am Rosa-Luxemburg-Platz (Prater), Berlin; Caligula von Albert Camus, Volksbühne am Rosa-Luxemburg-Platz, Berlin.
- 2000: Vaterland von Robert Harris (Uraufführung), Deutsches Schauspielhaus Hamburg; Endstation Sehnsucht von Tennessee Williams, Salzburger Festspiele (Landestheater Salzburg); Elementarteilchen nach Michel Houellebecq, Volksbühne am Rosa-Luxemburg-Platz, Berlin
- 2001: Berlin Alexanderplatz nach Alfred Döblin, Schauspielhaus Zürich (Schiffbauhalle); Die Erniedrigten und die Beleidigten von Fjodor Dostojewski, Wiener Festwochen (MuseumsQuartier, Halle E)
- 2002: Der Idiot von Fjodor Dostojewski, Volksbühne am Rosa-Luxemburg-Platz, Berlin; Der Meister und Margarita nach Michail Bulgakow, Wiener Festwochen / Volksbühne am Rosa-Luxemburg-Platz, Berlin
- 2003: Trauer muss Elektra tragen von Eugene O’Neill, Schauspielhaus Zürich; Forever Young (Süßer Vogel Jugend), Wiener Festwochen / Volksbühne am Rosa-Luxemburg-Platz, Berlin
- 2004: Kokain nach Pitigrilli (Uraufführung), Volksbühne am Rosa-Luxemburg-Platz, Berlin; Gier nach Gold von Frank Castorf nach Frank Norris, Ruhrfestspiele Recklinghausen / Volksbühne am Rosa-Luxemburg-Platz, Berlin; Brüder zur Sonne zur Freiheit. Ein Arbeiterliederabend ohne Verdi von Frank Castorf und Franz Wittenbrink (Regie mit Franz Wittenbrink) (Uraufführung), Ruhrfestspielhaus Recklinghausen; Meine Schneekönigin von Frank Castorf nach Hans Christian Andersen (Uraufführung), Volksbühne am Rosa-Luxemburg-Platz, Berlin
- 2005: Marterpfahl von Friedrich von Gagern, Volksbühne am Rosa-Luxemburg-Platz, Berlin; Schuld und Sühne von Fjodor Dostojewski, Wiener Festwochen (Theater an der Wien)
- 2006: Im Dickicht der Städte von Bertolt Brecht, Volksbühne am Rosa-Luxemburg-Platz, Berlin; Meistersinger nach Richard Wagner und Ernst Toller, Grand Théâtre de la Ville de Luxembourg und andere
- 2007: Norden von Louis-Ferdinand Céline, Wiener Festwochen (MuseumsQuartier, Halle E); Der Jasager/Der Neinsager nach Bertolt Brecht und Kurt Weill, Berlin; Emil und die Detektive nach Erich Kästner (2 Fassungen: ab 9 und ab 17 Jahren), Volksbühne am Rosa-Luxemburg-Platz, Berlin
- 2008: Fuck off, Amerika nach Motiven von Eduard Limonow, Volksbühne am Rosa-Luxemburg-Platz, Berlin; Die Maßnahme/Mauser nach Bertolt Brecht bzw. Heiner Müller, Volksbühne am Rosa-Luxemburg-Platz, Berlin; FaustFaustFaust nach Johann Wolfgang von Goethe und anderen, Volksbühne am Rosa-Luxemburg-Platz, Berlin; Hunde – Reichtum ist die Kotze des Glücks nach „Die Spürhunde“ von Sophokles, Volksbühne am Rosa-Luxemburg-Platz, Berlin; Kean ou Désordre et Génie par Alexandre Dumas et Die Hamletmaschine par Heiner Müller, Volksbühne am Rosa-Luxemburg-Platz, Berlin; Jakob Lenz von Wolfgang Rihm (Oper), Wiener Festwochen (MuseumsQuartier)
- 2009: Hulla di Bulla bzw. Amanullah Amanullah[19] nach Franz Arnold und Ernst Bach, Volksbühne am Rosa-Luxemburg-Platz (Prater), Berlin; Medea von Seneca, Volksbühne am Rosa-Luxemburg-Platz (Agora), Berlin; Ozean von Friedrich von Gagern (Uraufführung), Volksbühne am Rosa-Luxemburg-Platz, Berlin
- 2010: Der Hofmeister von Jakob Michael Reinhold Lenz, Schauspielhaus Zürich (Schiffbau); Die Soldaten von Jakob Michael Reinhold Lenz, Volksbühne am Rosa-Luxemburg-Platz, Berlin; Nach Moskau, nach Moskau nach Anton Tschechow, Wiener Festwochen (MuseumsQuartier, Halle E); Das Badener Lehrstück vom Einverständnis von Bertolt Brecht und Paul Hindemith, Volksbühne am Rosa-Luxemburg-Platz, Berlin; Der Kaufmann von Berlin von Walter Mehring, Volksbühne am Rosa-Luxemburg-Platz, Berlin
- 2011: Die schwarze Spinne von Jeremias Gotthelf, Schauspielhaus Zürich; Der Spieler von Fjodor Dostojewsk, Wiener Festwochen (Theater an der Wien); Kasimir und Karoline von Ödön von Horváth, Bayerisches Staatsschauspiel (Residenztheater)
- 2012: La dame aux camélias von Alexandre Dumas der Jüngere, Odéon Théâtre de l’Europe, Paris; Die Marquise von O.... von Heinrich von Kleist, Volksbühne am Rosa-Luxemburg-Platz, Berlin; Amerika nach Franz Kafka, Schauspielhaus Zürich (Schiffbau Halle); Der Geizige von Molière, Volksbühne am Rosa-Luxemburg-Platz, Berlin; Die Wirtin von Fjodor Dostojewski, Volksbühne am Rosa-Luxemburg-Platz, Berlin
- 2013: Das Duell von Anton Tschechow, Volksbühne am Rosa-Luxemburg-Platz, Berlin; Reise ans Ende der Nacht von Louis-Ferdinand Céline, Residenztheater München; Der Ring des Nibelungen von Richard Wagner, Bayreuther Festspiele
- 2014: Die Krönung Richards III. von Hans Henny Jahnn, Burgtheater Wien
- 2015: Tschewengur nach dem Roman von Andrei Platonow, Staatstheater Stuttgart[20]; Baal von Bertolt Brecht, Bayerisches Staatsschauspiel (Aufführung nach Rechtsstreit mit Brecht-Erben verboten)[21]
- 2016: Die Abenteuer des guten Soldaten Švejk im Weltkrieg nach dem Roman von Jaroslav Hašek, Bayerisches Staatsschauspiel
- 2017: Faust nach Johann Wolfgang Goethe, Volksbühne am Rosa-Luxemburg-Platz; Ein schwaches Herz nach Fjodor Dostojewski, Volksbühne am Rosa-Luxemburg-Platz; Die fremde Frau und der Mann unter dem Bett nach Fjodor Dostojewski, Schauspielhaus Zürich; Les Miserables nach dem Roman von Victor Hugo, Berliner Ensemble
- 2018: Der haarige Affe von Eugene O’Neill, Hamburger Schauspielhaus; Aus einem Totenhaus von Leoš Janáček nach den Aufzeichnungen aus einem Totenhaus von Fjodor Dostojewski, Bayerische Staatsoper; Don Juan von Molière, Residenztheater München; Hunger nach den Romanen Hunger und Mysterien von Knut Hamsun, Salzburger Festspiele; Ein grüner Junge nach Fjodor Dostojewski, Schauspiel Köln
- 2019: Galileo Galilei. Das Theater und die Pest. Von und nach Bertolt Brecht, Berliner Ensemble; Justiz nach Friedrich Dürrenmatt, Schauspielhaus Zürich
- 2020: Aus dem bürgerlichen Heldenleben nach Carl Sternheim, Schauspiel Köln, Molto Agitato an der Hamburger Staatsoper
- 2021: Fabian oder der Gang vor die Hunde nach Erich Kästner, Berliner Ensemble, Zdenek Adamec nach Peter Handke am Burgtheater Wien, Lärm Blindes Sehen nach Elfriede Jelinek am Burgtheater Wien, Der Geheimagent von Joseph Conrad am Schauspielhaus Hamburg
- 2022: Moliere, Schauspiel Köln, Schwarzes Meer von Irina Kastrinidis, Landestheater Niederösterreich, Wallenstein nach Schiller am Staatsschauspiel Dresden
- 2024: Heldenplatz von Thomas Bernhard, Wiener Burgtheater[22], Kleiner Mann, was nun? nach Hans Fallada am Berliner Ensemble Berlin[23]
- 2025: Dantons Tod von Georg Büchner unter Verwendung von DER AUFTRAG von Heiner Müller am Staatsschauspiel Dresden[24], Hamlet von William Shakespeare im Deutschen Schauspielhaus Hamburg[25]

## Auszeichnungen
- 1990: Einladung seiner Inszenierung von Miss Sara Sampson (Bayerisches Staatsschauspiel München) zum Berliner Theatertreffen
- 1991: Einladung seiner Inszenierung von John Gabriel Borkmann (Deutsches Theater Berlin) zum Berliner Theatertreffen
- 1993: Einladung seiner Inszenierung von König Lear (Volksbühne) zum Berliner Theatertreffen
- 1995: Einladung seiner Inszenierung von Raststätte oder Sie machens alle (Deutsches Schauspielhaus Hamburg) zum Berliner Theatertreffen
- 1996: Einladung seiner Inszenierung von Herr Puntila und sein Knecht Matti (Deutsches Schauspielhaus Hamburg) zum Berliner Theatertreffen
- 1997: Einladung seiner Inszenierung von Des Teufels General (Volksbühne) zum Berliner Theatertreffen
- 1999: Einladung seiner Inszenierung von Schmutzige Hände (Volksbühne) zum Berliner Theatertreffen
- 2000: Einladung seiner Inszenierung von Dämonen (Volksbühne) zum Berliner Theatertreffen
- 2001: Einladung seiner Inszenierung Endstation Amerika  (Volksbühne) zum Berliner Theatertreffen
- 2002: Einladung seiner Inszenierung von Erniedrigte und Beleidigte (Volksbühne) zum Berliner Theatertreffen
- 2002: Schillerpreis der Stadt Mannheim
- 2003: Einladung seiner Inszenierung von Der Meister und Margarita (Volksbühne / Wiener Festwochen) zum Berliner Theatertreffen
- 2003: Einladung seiner Inszenierung von Trauer muss Elektra tragen (Schauspielhaus Zürich) zum Berliner Theatertreffen
- 2003: Verdienstorden des Landes Berlin
- 2014: Berliner Bär (B.Z.-Kulturpreis)
- 2014: Einladung seiner Inszenierung von Reise ans Ende der Nacht zum Berliner Theatertreffen
- 2015: Einladung seiner Inszenierung von Baal zum Berliner Theatertreffen
- 2016: Großer Kunstpreis Berlin
- 2016: Nestroy-Theaterpreis für das Lebenswerk[26][27]
- 2016: Deutscher Theaterpreis Der Faust in der Kategorie Regie Schauspiel für Die Brüder Karamasow an der Volksbühne Berlin (Koproduktion der Wiener Festwochen & der Volksbühne Berlin)
- 2018: Einladung seiner Inszenierung von Faust zum Berliner Theatertreffen

## Mitgliedschaften
- Seit 2012: Ordentliches Mitglied der Bayerischen Akademie der Schönen Künste
- 2012: Gründungsmitglied der EGfKA.